# Un amore vale l'altro
Un amore vale l'altro è l'ottavo e ultimo album in studio del gruppo musicale italiano Equipe 84, pubblicato nel 1989.

## Il disco
Mosso dalla volontà di mantenere in vita il gruppo, Victor Sogliani propone il disco alla neonata etichetta Rose Rosse e al produttore Walter Mameli che ne sposa il progetto. Dopo una lunga pre-produzione iniziata negli studi modenesi della Maison Blanche gestita dai fratelli Umberto e Maurizio Maggi (alla quale partecipò anche Alessandro Bagnoli in veste di arrangiatore), l'album fu interamente registrato nei "Medicina Studios" di Medicina, sfruttando il primo importante sistema di registrazione digitale installato in Italia, il Synclavier, con Marco Sabiu come sound engineer.
Tutte le canzoni sono state cantate da Victor Sogliani. L'ultima simula un live, ma è stata il frutto dell'uso del Synclavier.
Tutti i brani sono scritti da Ullu, col contributo di Sogliani, Piram e Benvenuto. 

## Tracce
1. La lunga linea retta – 5:30 (G.Ullu, M.Piram)
2. Uomo comune – 4:25 (G.Ullu, M.Piram)
3. Rosa – 4:47 (G.Ullu, V.Sogliani, R.Benvenuto)
4. Cara vecchia 500 – 4:36 (G.Ullu)
5. Echi – 5:17 (G.Ullu, V.Sogliani)
6. Umile grande idea – 5:03 (G.Ullu)
7. Un amore vale l'altro – 5:15 (G.Ullu)
8. Umile grande...jazz – 5:06 (G.Ullu)

## Formazione
- Franco Ceccarelli – chitarra acustica, cori
- Victor Sogliani – basso, voce solista
- Paolo Pigozzi – tastiere
- Giuliano Ragazzi – chitarra elettrica
- Massimo Bazza – batteria